# گل توپی (سرده)
گل توپی (نام علمی: Globularia) نام یک سرده از تیره بارهنگیان است. این جنس در ایران یک گونه گیاه چند ساله دارد که تا به حال از آذربایجان شناخته شده است.
گونه های گل توپی به عنوان گیاهان غذایی توسط لارو برخی گونه های Lepidoptera از جمله Coleophora virgatella استفاده می شود.